# THC-priesterschap
De THC-priesterschap (Engels: THC Ministry) is een christelijke kerk die het gebruik van cannabis ziet als een sacrament. Het is gesticht door Roger Christie en vernoemd naar de stof die in cannabis wordt aangetroffen, THC (tetrahydrocannabinol). Het is een erg omstreden kerkgenootschap, aangezien het gebruik van narcotica binnen de meeste kerken onacceptabel is. De gemeenschap gelooft dat cannabis verbouwd mag worden en dat het een fundamenteel recht van de mens is. Het is volgens de kerk door God geplant voor het gebruik van de mens.